# Famke Janssen

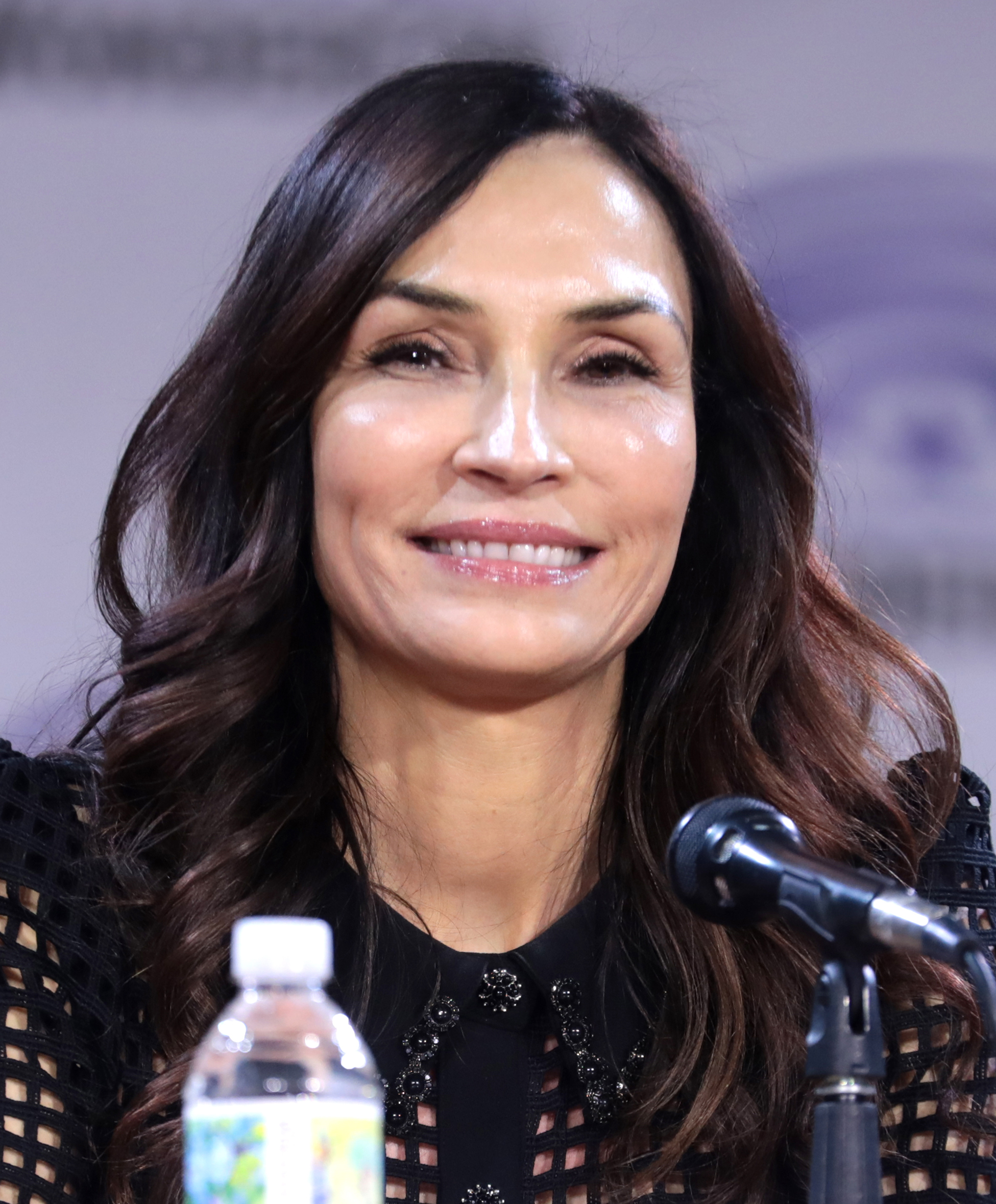
Famke Janssen, 2023

Famke Janssen (anhörenⓘ; * 5. November 1964 in Amstelveen als Famke Beumer) ist eine niederländische Schauspielerin. Sie erlangte durch ihre Rollen in US-amerikanischen Filmen Bekanntheit.

## Leben und Karriere
Famke Janssen hat zwei Schwestern, die Regisseurin Antoinette Beumer und die Schauspielerin Marjolein Beumer. Nach ihrem Schulabschluss studierte sie Wirtschaftswissenschaften an der Universität Amsterdam. Nach einem Jahr brach sie ab und zog 1984 nach New York City, wo sie an der Columbia University Literaturwissenschaft und Kreatives Schreiben studierte. Danach arbeitete sie erfolgreich als Fotomodell für die Agentur Elite Model Management und nahm zugleich Schauspielunterricht. Im Anschluss zog sie nach Los Angeles, um ihre Schauspielkarriere zu beginnen.

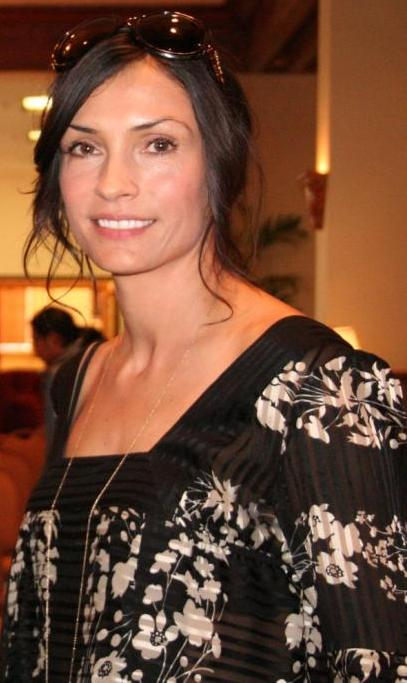
Famke Janssen, 2008

Zunächst übernahm Janssen Gastrollen in Fernsehserien wie Raumschiff Enterprise – Das nächste Jahrhundert und Melrose Place. Ihre erste Filmrolle hatte sie 1992 in dem Filmdrama Getrennte Wege an der Seite von Jeff Goldblum. Janssens Durchbruch bedeutete 1995 die Rolle als Killerin Xenia Onatopp in dem James-Bond-Film GoldenEye. Nicht zuletzt Janssens Auftritte in US-Talkshows während der Werbekampagne für den Film erregten Aufmerksamkeit. So nahm sie etwa Conan O’Brien in dessen Show in die Beinschere – als Anspielung auf ihre Filmrolle als „Frau mit den Stahlschenkeln“.
In der Folgezeit spielte Janssen kleinere Rollen in Filmen von Woody Allen und Robert Altman sowie Hauptrollen in Action- und Horrorproduktionen. Einen neuen Höhepunkt ihrer Karriere markierte das Jahr 2000, als sie einerseits mit der Beziehungskomödie Love & Sex ihre Vielseitigkeit als Schauspielerin unter Beweis stellte und sich andererseits durch ihre Rolle der Jean Grey in X-Men, dem ersten Teil der Superhelden-Filmreihe, in Blockbustern etablierte. Ein Angebot für die weibliche Hauptrolle in dem 2003 erschienenen Film Terminator 3 – Rebellion der Maschinen lehnte sie jedoch ab. Neben der X-Men-Filmreihe war sie ab 2008 auch in der 96-Hours-Trilogie als Ex-Frau neben Liam Neeson zu sehen.
In der zweiten und sechsten Staffel der US-Serie Nip/Tuck – Schönheit hat ihren Preis spielte Janssen die Rolle der transgeschlechtlichen Lebensberaterin Ava Moore. Im März 2012 bekam sie eine Rolle in der 2013 angelaufenen Science-Fiction-Thriller-Serie Hemlock Grove. Eine wiederkehrende Nebenrolle als Anwältin Eve Rothlo hatte sie von 2015 bis 2020 neben Viola Davis in der Krimiserie How to Get Away with Murder.

## Persönliches
Janssen spricht fließend Englisch, Niederländisch und Französisch sowie etwas Deutsch. Sie hat ihren niederländischen Akzent abtrainiert und ist bekannt dafür, verschiedene Akzente imitieren zu können, darunter slawische Akzente und den Bostoner Dialekt.
Von 1995 bis 2000 war sie mit dem Regisseur und Drehbuchautor Tod Williams verheiratet. Seit 2006 ist sie mit ihrem aktuellen Partner Cole Frates liiert. Gemeinsam schrieben sie das Drehbuch für Ein fast perfektes Verbrechen.

## Filmografie (Auswahl)
- 1992: Raumschiff Enterprise – Das nächste Jahrhundert (Star Trek: The Next Generation, Fernsehserie, Folge 5×21)
- 1992: Getrennte Wege (Fathers & Sons)
- 1994: Racheengel in Leder (Model by Day)
- 1994: Der Sunset-Killer 4 (Relentless IV: Ashes to Ashes)
- 1995: James Bond 007 – GoldenEye (GoldenEye)
- 1995: Lord of Illusions
- 1997: City of Industry
- 1998: Monument Ave. (Snitch)
- 1998: Celebrity – Schön. Reich. Berühmt. (Celebrity)
- 1998: Speedrider – Die Jagd nach dem Wunderauto (RPM)
- 1998: Rounders
- 1998: The Faculty
- 1998: Octalus – Der Tod aus der Tiefe (Deep Rising)
- 1998: The Gingerbread Man
- 1999: Haunted Hill (House on Haunted Hill)
- 2000–2001: Ally McBeal (Fernsehserie, zwei Folgen)
- 2000: Love & Sex
- 2000: Circus
- 2000: X-Men
- 2001: Made
- 2001: Sag’ kein Wort (Don’t Say a Word)
- 2002: I Spy
- 2003: X-Men 2 (X2)
- 2004: Eulogy – Letzte Worte (Eulogy)
- 2005: Hide and Seek – Du kannst dich nicht verstecken (Hide and Seek)
- 2006: The Treatment
- 2006: X-Men: Der letzte Widerstand (X-Men: The Last Stand)
- 2007: Das 10 Gebote Movie (The Ten)
- 2007: Turn the River
- 2008: The Wackness – Verrückt sein ist relativ (The Wackness)
- 2008: 96 Hours (Taken)
- 2008: 100 Feet
- 2008: Puppy Love
- 2004–2005, 2010: Nip/Tuck – Schönheit hat ihren Preis (Nip/Tuck, Fernsehserie, zehn Folgen)
- 2010: The Chameleon
- 2011: Ein fast perfektes Verbrechen (Bringing Up Bobby, Drehbuch und Regie)
- 2012: 96 Hours – Taken 2 (Taken 2)
- 2013: Hänsel und Gretel: Hexenjäger (Hansel and Gretel: Witch Hunters)
- 2013: Wolverine: Weg des Kriegers (The Wolverine)
- 2013–2015: Hemlock Grove (Fernsehserie, 33 Folgen)
- 2014: A Fighting Man
- 2014: X-Men: Zukunft ist Vergangenheit (X-Men: Days of Future Past)
- 2014: 96 Hours – Taken 3 (Taken 3)
- 2015–2020: How to Get Away with Murder (Fernsehserie, zehn Folgen)
- 2016–2018: The Blacklist (Fernsehserie, fünf Folgen)
- 2017: The Blacklist: Redemption (Fernsehserie, acht Folgen)
- 2017: This Is Your Death
- 2017: Once Upon a Time in Venice
- 2017: A Little Something for Your Birthday
- 2018: Bayou Caviar
- 2018: Asher
- 2019: When They See Us (Miniserie, zwei Folgen)
- 2019: The Poison Rose
- 2019: The Capture (Fernsehserie, Folge 1×06)
- 2019: Primal
- 2020: The Postcard Killings
- 2020: Endless
- 2021: Crime Game (Way Down)
- 2021: Dangerous
- 2022: Redeeming Love
- 2022: Long Slow Exhale (Fernsehserie, 7 Folgen)
- 2022: Door Mouse
- 2023: Saint Seiya: Die Krieger des Zodiac (Knights of the Zodiac)
- 2023: Then you run (Fernsehserie, 4 Folge)
- 2023: Boy Kills World
- 2023: Locked In

## Auszeichnungen
2007 erhielt Janssen den Saturn Award für die beste Nebendarstellerin für die Darstellung der Jean Grey/Phoenix in X-Men: Der letzte Widerstand.